# Kwestia społeczna

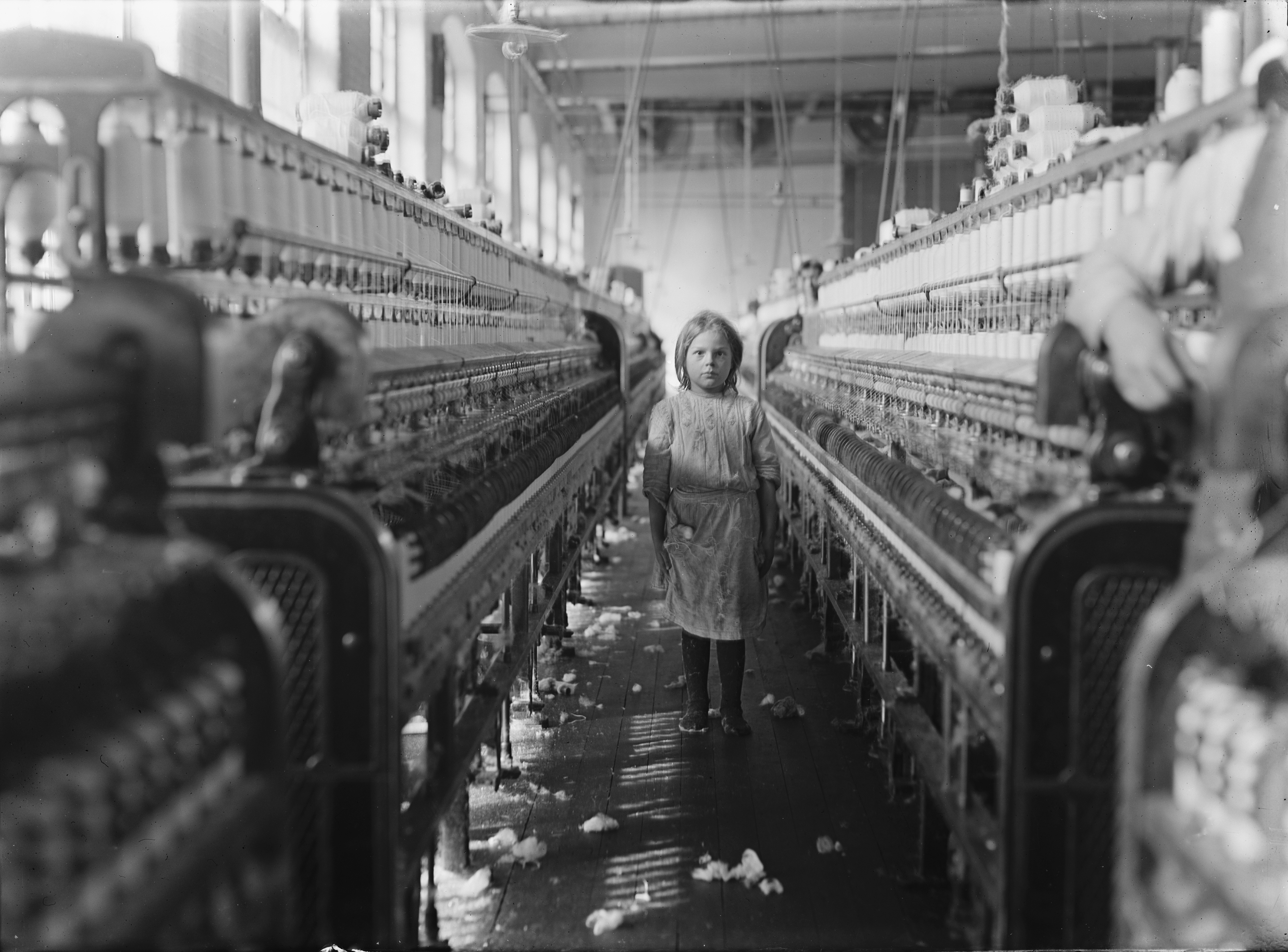
Pracownik dziecięcy w Mollohan Mills, Newberry, Karolina Południowa, grudzień 1908

Kwestia społeczna – w większości prac synonim problemu społecznego. Pojęcie to jest silnie związane z polityką społeczną a konkretnie z jej celami i zadaniami. Kwestia społeczna to bariera w społeczeństwie, uniemożliwiająca mu osiągnięcie pełnej satysfakcji, rozwoju, realizacji potrzeb. Politycy społeczni powinni zatem dążyć do minimalizacji a wręcz likwidacji kwestii społecznej.

## Tło historyczne
Kategoria „kwestia społeczna” związana jest z Europą XVIII i XIX wieku. Sformułowanie to używane było wtedy wymiennie z (m.in.): nędza mas, krzywda społeczna, złowrogie widmo. W XVIII wieku pojęcie to odnosiło się przede wszystkim do najniższych klas społecznych (proletariatu), problemów przemysłowych, w rolnictwie bądź też związanych z ludnością. Kwestia społeczna stanowiła zadanie, czy też sprawę, którą należało rozwiązać. Istnieje opinia iż szczególnego, politycznego znaczenia nabrała ona w związku z rewolucją francuską, opisując problemy społeczne, których rozwiązaniem powinna zająć się władza publiczna. Hannah Arendt, autorka książki „O rewolucji” wyraża przekonanie, że kwestia społeczna stanowiła źródło rewolucji jako dążenie ludzi do rozwiązania wszelkich dręczących problemów. W naukach społecznych kwestia społeczna postrzegana jest jako przyczyna zmian w strukturach państwa czy rozpadu instytucji życia społecznego.
W tradycji polskiej kwestia społeczna związana była z przemianami społecznymi i reagowaniem na ujawniające się zło. W rzeczywistości istniało wiele koncepcji jej dotyczących. Autorem jednej z najpopularniejszych – koncepcji teoretycznej – był Ludwik Krzywicki. Początkowo zakładał on, że w każdym społeczeństwie istnieje sprzeczność leżąca u podstaw, która jest źródłem kwestii społecznej. Rozwiązanie jej natomiast zależy od sytuacji konkretnego społeczeństwa. W późniejszym okresie mówił on również o innym źródle – nieprzystosowaniu prawa do rozwijającego się społeczeństwa. Innym znanym autorem koncepcji kwestii społecznej był Konstanty Krzeczkowski.

## Współczesne teorie kwestii społecznej
Dorobek historyczny badań nad kwestią społeczną wywarł istotny wpływ na obecne nurty ideologiczne. Jednak, wiele z dawnych założeń zostało całkiem odrzuconych. Współcześnie źródeł kwestii upatruje się w danym porządku społecznym i w jego nierównowadze. Istotną rolę odgrywają teorie: asymetrii, nierówności, sprzeczności społecznych, zawodności ładu społecznego.
Do najpopularniejszych współczesnych ujęć kwestii społecznych zalicza się ujęcie Jana Daneckiego. W tej teorii kwestie społeczne to konkretne problemy społeczne, które stanowią szczególne bariery uniemożliwiające spełnianie podstawowych potrzeb. Założeniami tej teorii są:
- Skala problemów zależy od porządku społecznego.
- Kwestia społeczna wywiera silny negatywny wpływ na całość funkcjonowania społeczeństwa.
- Kwestie społeczne jako problemy stanowią wypaczenie naturalnego stanu rzeczy, dlatego też dąży się do ich zlikwidowania. Należy dążyć do zlikwidowania wszelkich istniejących kwestii jednocześnie, nie zaś każdej w izolacji.
- Likwidacja kwestii społecznych jest zadaniem zbiorowości, nie zaś jednostki, której to szczególnie dotyczy, gdyż jest ona zbyt słaba.
- Kwestia społeczna jest silnie związana z istnieniem różnych grup interesów.

Jednocześnie pojawiają się jednak także nurty ideologiczne, zakładające że w obecnych czasach nie można mówić o istnieniu kwestii społecznych. Nie istnieje bowiem tak wyraźny podział na grupy słabszych (proletariat) i grupy zamożnych, jak istniał w XVIII wieku.

## Kontrowersje
Stałe kontrowersje budzi umiejętna identyfikacja i rozpoznanie faktycznych problemów społecznych oraz oceny, czy z problem ten wymaga rozwiązania. Problemy takie jak bezrobocie mogą z jednej strony wydawać się naturalnym zjawiskiem związanym z funkcjonowaniem rynku, z drugiej strony mogą stanowić poważne ryzyko społeczne.